# Асіє Емір-Заде
Асіє́ Емі́р-Заде́ (1896, Сімферополь — дата і місце смерті невідомі, Баку) — кримськотатарська акторка театру та кіно. Дружина відомого кримськотатарського актора Хайрі Емір-Заде.

## Творча діяльність
Асіє Емір-Заде виступала на сцені Кримського державного татарського театру. Найбільш відомою її роботою в кіно є роль Сари, нареченої головного героя, у німому фільмі «Алім», знятому на Ялтинській кіностудії у 1926 році. У цьому фільмі вона знялася разом зі своїм чоловіком, Хайрі Емір-Заде, який виконав головну роль.
Фільм «Алім» був створений на основі п'єси кримськотатарського драматурга Умер Іпчі, а сценарій написав український поет Микола Бажан. Картина, присвячена кримськотатарському народному герою Аліму Азамат-оглу, мала значний успіх і була продана за кордон.
Згодом Асіє Емір-Заде разом із чоловіком переїхала до Баку, де й померла.